# Route 97 (album)
Pour les articles homonymes, voir Route 97.
Albums de Paul Personne
Instantanés
(1996) Patchwork électrique
(2000)
Singles
1. Plus jamais m'laisser blueser[1]
Sortie : 1997

Route 97 est le deuxième album enregistré en public du bluesman français Paul Personne. Il a été enregistré lors de trois concerts donnés à l'Olympia les 1er, 2 et 3 avril 1997.
L'album se classa six semaines dans les charts français et y atteindra la 19e place.

## Liste des titres
- Tous les titres sont signés par Paul Personne sauf indications.

### Cd 1
1. En route - 2:29
2. Encore à l'essai - 4:48
3. Que l'Rock ait ton âme - 2:38
4. Attaqu'  (Boris Bergman / Personne) - 4:11
5. Doute Chronique - 5:51
6. Où est l'Paradis (Richard Bohringer / Personne) - 6:04
7. Miss Terre (Patrick Folie / Personne) - 5:09
8. Ça m'va (Bergman / Personne) - 7:28
9. Plus jamais m'laisser blueser (Bergman / personne) - 5:14
10. Plus loin d'ici (Christian Dupont / Personne) - 3:43
11. Flashes - 1:52
12. Quelqu'un appelle - 3:26
13. Célia (Bergman / Personne) - 4:08
14. Rêve sidéral... d'un naïf idéal - 8:38

### Cd 2
1. Loco Loco (Dupont / Personne) - 5:34
2. Perdant Blues - 16:21
3. Funambule déprim'  - 5:45
4. Le Bourdon (Jacno / Personne) - 8:16
5. Barjoland - 9:15
6. Lucy - 4:44
7. General Lee (Bergman / Personne) - 5:11
8. Ça va rouler - 4:42

## Musiciens
- Paul Personne : chant, guitares, harmonica.
- Philippe Floris : batterie, percussions.
- Christophe Garreau : basse, chœurs.
- Olivier Lanneluc : claviers.
- Michel Billès : saxophone, percussions.
- Gloria H.G. : chœurs, percussions

## Charts
| Pays   | Durée du classement | Meilleur classement |
| ------ | ------------------- | ------------------- |
| France | 6 semaines          | 19e                 |